# Plazovje
Plazovje je naselje v Občini Laško.